# التنجيم عند البابليين

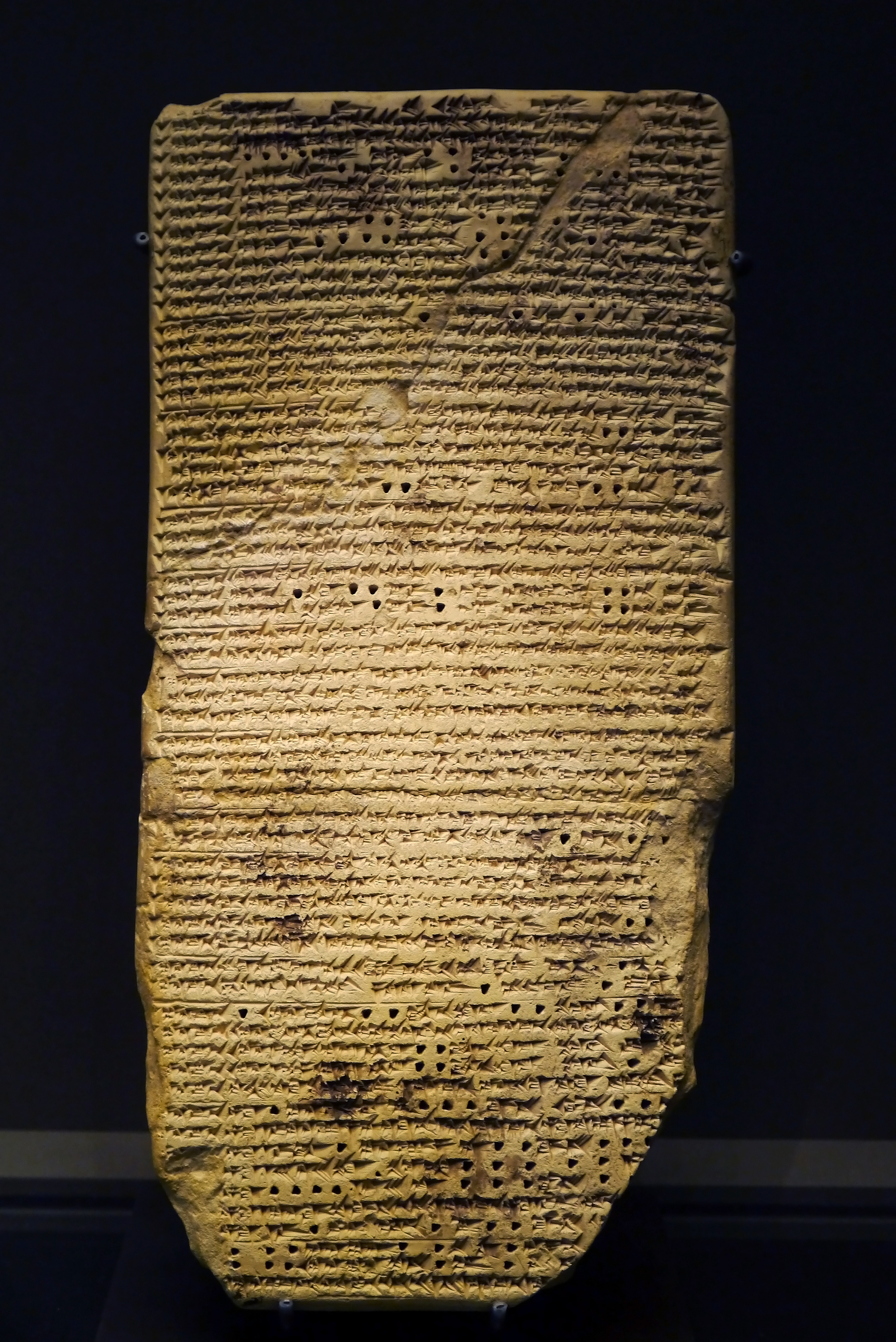
دراسة بابلية عن التنجيم من الوركاء. معروضة في متحف اللوفر

كان التنجيم عند البابليين أو نظام منظم معروف لعلم التنظيم، نشأ في القرن الثاني قبل الميلاد
في بابل كما في آشور، يأخذ التنجيم مكانه كأحد وسيلتين رئيسيتين بأيدي القساوسة (الذين كانون يسمّون "المفتشين") للتحقق من إرادة ونية الآلهة؛ أما الوسيلة الثانية فكانت من خلال فحص كبد الأضاحي.

## الأصول الأولى
يعتبر التنجيم البابلي أول نظام تنجيم متكامل، ظهر في الألفية الثانية قبل الميلاد، في حين إن هنالك تخمينات بان التنجيم ظهر في الفترة السومرية في الألفية الثالثة قبل الميلاد، لكن الإشارات القليلة إلى الطوالع السماوية القديمة أرّخت إلى هذه الفترة ولم تعتبر دليلاً كافياً لإنشاء نظرية متكاملة في تأريخ التنجيم الكهنوتي السماوي العلمي وقد ذكرت بالنصوص البابلية القديمة المتأخرة في 1800 قبل الميلاد واستمرت خلال الفترة البابلية المتوسّطة والفترات الآشورية المتوسّطة 1200 قبل الميلاد.
وبحلول القرن الـ16 قبل الميلاد. وظّف علم التنجيم بشكل واسع -التنجيم القائم على التنبؤ بالأضاحي - ويتضح ذلك في عمل مرجعي شاملة يتضح في مجموعة إنوما أنو إنليل -وتعني ( في أيام أنو وإنليل)- والتي تحتوي على 70 من الألواح المسمارية تضم 7000 طالع سماوي.
كان التنجيم في بداية القرن السابع قبل الميلاد بدائي بعض الشكل وذلك لعدم قدرتهم على التنبؤ بدقة للظواهر السماوية في المستقبل وحركة الكواكب البعيدة في وقت مبكر وبحلول القرن الرابع قبل الميلاد كانت الأساليب الرياضية لديهم قد تقدمت بما فيه الكفاية لحساب حركة الكواكب المستقبلية بدقة معقولة، في هذه النقطة بدأت التقويم بالظهور.

## أسس العرافة
يظهر تاريخ علم الفلك البابلي تطور علم التنجيم في سياق العرافة.وتظهر مجموعة من 32 لوح طيني لنماذج الكبد التي يعود تاريخها إلى حوالي 1875 قبل الميلاد، وهي أقدم النصوص التفصيلية المعروفة للعرافة، ويبين فيها تفسير العرافين في تحليل الطوالع السماوية. وفسرت العيوب والعلامات الموجودة على الكبد من الاضاحي -القربان - كإشارات رمزية قدمت على انها رسائل من الآلهة إلى الملك

## الكواكب والآلهة
عرف من الكواكب خمسة -المشتري والزهرة وزحل وعطارد والمريخ- وتم تسميتهم بالترتيب الذي جاء ذكره في الادب المسماري القديم؛
هذه الكواكب الخمسة ربطت مع آلالهة البابلية كالتّالي :
- المشتري مع الاله مردوخ
- الزهرة مع الاله عشتار،
- زحل مع الاله نينورتا
- عطارد مع الاله نابو
- المريخ مع نيركال -نيرغال-.

أن حركت الكواكب الخمسة إعتبرت تمثيل لنشاط الآلهة الخمسة أضافة إلى الشمس التي مثلت الاله شمش والقمر الذي مثل الاله سين فكانت الحوادث على الأرض تؤل حسب نشاط هذه الكواكب ويتم من خلالها معرفة الإرادة الآلهية

## نظام التأويل
وظف الكهنة البابلين أنفسـهم لاتقان نظام لتفسير الظواهر التي تحدث في السماء التي أعتبرت على أنها رسائل من الألهة وكان النظام يشـمل الشـمس والـقـمر أضافة إلى الكـواكب الخمسة أضافة إلى النجوم الثابتة ألاكثر بروزا وتميزا وأستـند الكـهنة بالتفسـير بصـورة رئيــسية على عاملــين :
- على سجلات مكتوبة أو على التذكر لحـوادث وقعت في الماضي وتم تفسـيرها سابقا و
- تـداول الافكار بين الكـهنة

وهكذا إذا حدثت ولادة قمر جديد في سماء غائمة وأعقبها انتصار على عدو أو هطلت أمطار وفيرة، هكذا تعتبر هذه الحالة علامة مرغوبة وإذا تكررت هذه الحالة فان الحالة تعتبر على أنها فال حسن. وليس من الضروري على ان تقتصر على حالة لكل حادثة بل يمكن ان تمتد لظروف أخرى حسب تفسـير الكهنة
من ناحية أخرى أعتبرت ولادة قمر جديد في وقت سابق لأوانه مما كان متوقع على أنها علامة غير محمودة وأن التكهنات في هذه الحالة تكون هزيمة أو وفاة بين الماشية أو ان تكون المحاصيل سيئة وليس من الضروري وقوع الحدث مباشرة بعد الحادثة وهكذا تشكل مبدء عام على انه أي شي سابق لأوانه علامة فال سيئ
وجاء في تقرير نموذجي يبين ظهور القمر الأول في اليوم الأول موضح في التـقرير ألعاشر من المجلد الثامن لأرشيف مدينة ا شور :
- أذا ظهر القمر بشكل واضح في اليوم ألاول: كلام صدق : الأرض ستكون سعيدة
- أذا وصل اليوم طوله الطبيعي : ستكون عهد أيام طويلة
- أذا ظهر القمر مرتديا تاجا : سيصل الملك اعالي الرتب